# Буздалин, Сергей Феоктистович
Сергей Феоктистович Буздалин (23 мая (5 июня) 1892 год — 5 декабря 1937) — советский партийный и государственный деятель.

## Биография
Родился в селе Митрофаново Малоярославецкого уезда Калужской губернии.
С 1914 года работал на мебельной фабрике в Москве и в том же году вступил в РСДРП(б). Затем переехал сначала в Петроград, потом в Харьков. С марта 1917 года член Харьковского комитета РСДРП(б), с ноября председатель Исполкома Харьковского Совета.
В последующем на партийной и советской работе в разных губерниях. В том числе
- в 1919 председатель Харьковского губернского Революционного Трибунала
- с 7.9.1920 по 6.10.1920 председатель Черниговского губернского революционного комитета

Далее
- 1921—1922 народный комиссар юстиции Украинской ССР
- 3.1922 — 3.1923 председатель Верховного Революционного Трибунала Украинской ССР
- 3.1923 — 1.1924 председатель Верховного Суда Украинской ССР
- 1 — 3.1924 нарком внутренних дел Украинской ССР
- 1924 — председатель Киевского губернского Совета профсоюзов
- 4.1927 — 28.12.1928 председатель Харьковского окружисполкома
- 1.1929 — 3.1930 председатель Пензенского окружисполкома
- 2.1934 — 7.1936 директор завода № 135 Главного управления авиационной промышленности Наркомата тяжёлой промышленности СССР (Харьков)
- 1937 директор швейной фабрики имени Е. Д. Тинякова (Харьков).

В 1924—1930 член ЦК КП(б) Украины. Делегат XIII—XV съездов ВКП(б).
17.8.1937 арестован. 5.12.1937 года приговорен к ВМН. Расстрелян в тот же день. 31 октября 1956 года реабилитирован за отсутствием состава преступления.